# 사랑에 대한 예의
《사랑에 대한 예의》은 MBC에서 2000년 8월 4일에 방영된 베스트극장으로, 갑작스런 사고로 외아들을 잃은 한 부부가 입양을 통해 인간에 대한 진정한 사랑의 의미를 깨닫는 과정을 그렸다. 또한 김순옥 작가의 데뷔작이다.

## 줄거리
외아들 동하를 교통사고로 잃은 혜선과 정욱은 깊은 절망감에 빠진다．정욱은 회사 동료의 입양제의에 고민하다 결국 입양을 결심한다．혜선은 동하의 눈을 닮은 열매라는 아이를 보육원에서 발견하고 정성스레 돌본다．그러나 열매가 갑자기 쓰러져 심장판박증에 악성 임파종이라는 진단을 받는다.

## 등장 인물
- 김정난 : 혜선 역
- 김일우 : 정욱 역
- 여운계
- 강부자
- 이희도
- 김해숙
- 김을동
- 박영지
- 김승현
- 고정민
- 조힘찬 : 동하 역 - 혜선과 정욱의 아들
- 하승리 : 열매 역